# Championnats d'Asie d'athlétisme 2011
Navigation

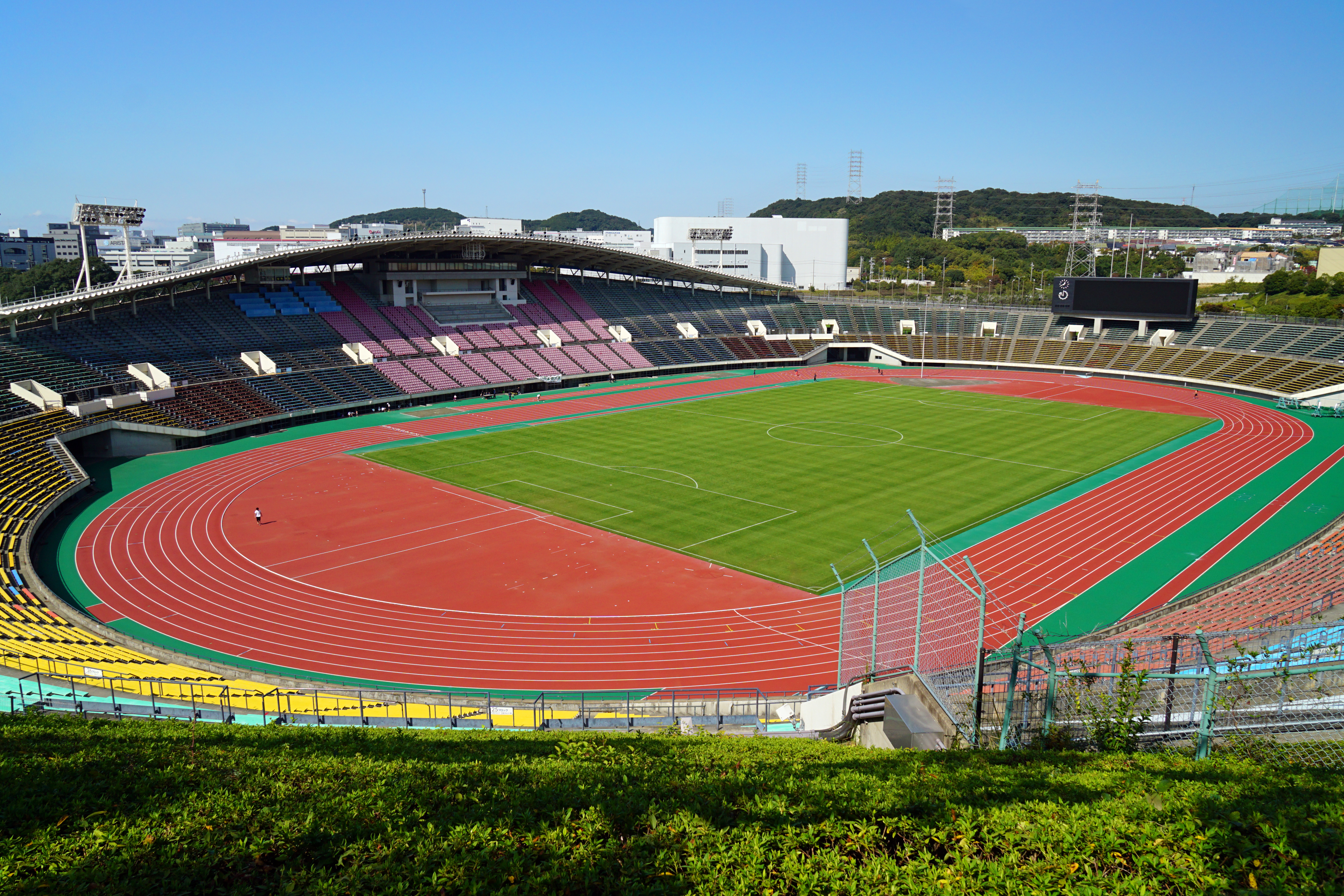
stade du Mémorial de l'Universiade

Les 19es Championnats d'Asie d'athlétisme se déroulent du 7 au 10 juillet 2011 au Stade du Mémorial de l'Universiade de Kobé, dans la préfecture de Hyōgo au Japon.

## Faits marquants
Le Japon, pays organisateur, devance la Chine qui avait fini en tête lors de la précédente édition. Bahreïn progresse également au classement comme au nombre de médailles remportées.
La compétition est entachée par les cas de dopages de la Kazakhe Olga Tereshkova et de l'Irakienne Gulustan Ieso respectivement première et deuxième sur 400 mètres. Elles avaient également participé au relais 4 × 400 mètres au cours duquel le Kazakhstan avait initialement terminé deuxième et l'Irak, troisième. Les deux athlètes sont finalement disqualifiées, ainsi que les relais, et les médailles réattribuées. 

## Résultats

### Hommes
| Épreuves           | Or                                                                           | Argent                                                                                               | Bronze                                                                                           |
| ------------------ | ---------------------------------------------------------------------------- | --- | ------------------------------------------------------------------------------------------------ |
| 100 m Vent :       | Su Bingtian 10 s 21                                                          | Masashi Eriguchi 10 s 28                                                                             | Sōta Kawatsura 10 s 30                                                                           |
| 200 m Vent :       | Femi Ogunode 20 s 41 (CR)                                                    | Hitoshi Saitō 20 s 75                                                                                | Omar Jouma al-Salfa 20 s 97                                                                      |
| 400 m              | Youssef Masrahi 45 s 79                                                      | Hideyuki Hirose 46 s 03                                                                              | Yūzō Kanemaru 46 s 38                                                                            |
| 800 m              | Mohammad al-Azemi 1 min 46 s 14                                              | Sajjad Moradi 1 min 46 s 35                                                                          | Ghamnda Ram 1 min 46 s 46                                                                        |
| 1 500 m            | Mohammad al-Azemi 3 min 42 s 49                                              | Sajjad Moradi 3 min 43 s 30                                                                          | Chaminda Wijekoon 3 min 44 s 01                                                                  |
| 5 000 m            | Dejene Regassa 13 min 40 s 78                                                | Yuki Sato 13 min 41 s 93                                                                             | Alemu Bekele Gebre 13 min 48 s 81                                                                |
| 10 000 m           | Ali Hasan Mahboob 28 min 35 s 49                                             | Bilisuma Shugi 28 min 36 s 30                                                                        | Akinobu Murasawa 28 min 40 s 60                                                                  |
| 110 m haies Vent : | Liu Xiang 13 s 22 (CR)                                                       | Shi Dongpeng 13 s 56                                                                                 | Park Tae-kyong 13 s 66                                                                           |
| 400 m haies        | Takatoshi Abe 49 s 64                                                        | Yuta Imazeki 50 s 22                                                                                 | Chen Chieh 50 s 39                                                                               |
| 3 000 m steeple    | Abubaker Ali Kamal 8 min 30 s 23                                             | Artem Kossinov 8 min 35 s 11                                                                         | Tareq Mubarak Taher 8 min 45 s 47                                                                |
| 4 × 100 m          | Japon Sōta Kawatsura Masashi Eriguchi Shinji Takahira Hitoshi Saitō 39 s 18  | Hong Kong Tang Yik Chun Lai Chun Ho Ng Ka Fung Tsui Chi Ho 39 s 26                                   | Taipei chinois Wang Wen-Tang Liu Yuan-Kai Tsai Meng-Lin Yi Wei-Chen 39 s 30                      |
| 4 × 400 m          | Japon Yusuke Ishitsuka Kei Takase Hideyuki Hirose Yūzō Kanemaru 3 min 4 s 72 | Arabie saoudite Mohammed Ali al-Bishi Hamed al-Bishi Y.I. al-Hezam Yousef Ahmed Masrahi 3 min 8 s 03 | Iran Peyman Rajabi A. Ghelichizokhanou Ehsan Mohajer Shojaei Sajjad Hashemiahangari 3 min 8 s 58 |
| Saut en hauteur    | Mutaz Essa Barshim 2,35 m                                                    | Majd Eddin Ghazal 2,28 m                                                                             | Wang Chen 2,26 m                                                                                 |
| Saut à la perche   | Daichi Sawano 5,50 m                                                         | Hiroki Ogita 5,40 m                                                                                  | Yang Yansheng 5,40 m                                                                             |
| Saut en longueur   | Su Xiongfeng 8,19 m                                                          | Supanara Sukhasvasti 8,05 m (PB)                                                                     | Rikiya Saruyama 8,05 m                                                                           |
| Triple saut        | Yevgeniy Ektov 16,91 m                                                       | Li Yanxi 16,70 m                                                                                     | Roman Valiyev 16,62 m                                                                            |
| Lancer du poids    | Chang Ming-Huang 20,14 m                                                     | Zhang Jun 19,77 m                                                                                    | Om Prakash Karhana 19,47 m                                                                       |
| Lancer du disque   | Ehsan Hadadi 62,27 m                                                         | Vikas Gowda 61,58 m                                                                                  | Wu Jian 56,61 m                                                                                  |
| Lancer du marteau  | Ali M. Al-Zinkawi 73,73 m                                                    | Hiroshi Noguchi 70,89 m                                                                              | Hiroaki Doi 70,69 m                                                                              |
| Lancer du javelot  | Yukifumi Murakami 83,27 m (CR)                                               | Park Jae-myong 80,19 m                                                                               | Ivan Zaytsev 79,22 m                                                                             |
| Décathlon          | Hadi Sepehrzad 7 506 pts                                                     | Akihiko Nakamura 7 478 pts                                                                           | Bharatinder Singh 7 358 pts                                                                      |

## Tableau des médailles
| Rang | Nation              | Or | Argent | Bronze | Total |
| ---- | ------------------- | -- | ------ | ------ | ----- |
| 1    | Chine               | 11 | 12     | 4      | 27    |
| 2    | Japon               | 11 | 10     | 12     | 33    |
| 3    | Bahreïn             | 5  | 2      | 2      | 9     |
| 4    | Koweït              | 3  | 0      | 0      | 3     |
| 4    | Qatar               | 3  | 0      | 0      | 3     |
| 6    | Iran                | 2  | 2      | 2      | 6     |
| 7    | Inde                | 1  | 3      | 8      | 12    |
| 8    | Kazakhstan          | 1  | 2      | 3      | 6     |
| 9    | Ouzbékistan         | 1  | 2      | 1      | 4     |
| 10   | Thaïlande           | 1  | 1      | 1      | 3     |
| 10   | Viêt Nam            | 1  | 1      | 1      | 3     |
| 12   | Arabie saoudite     | 1  | 1      | 0      | 2     |
| 13   | Taipei chinois      | 1  | 0      | 2      | 3     |
| 14   | Corée du Sud        | 0  | 2      | 2      | 4     |
| 15   | Sri Lanka           | 0  | 1      | 2      | 3     |
| 16   | Hong Kong           | 0  | 1      | 0      | 1     |
| 16   | Liban               | 0  | 1      | 0      | 1     |
| 16   | Syrie               | 0  | 1      | 0      | 1     |
| 19   | Émirats arabes unis | 0  | 0      | 1      | 1     |
|      | Total               | 42 | 42     | 41     | 125   |

- Le tableau des médailles ci-dessus tient compte de la disqualification de la Kazakhe Olga Tereshkova et de l'Irakienne Gulustan Ieso, toutes deux initialement médaillées sur 400 mètres et 4 × 400 mètres.